# Senior Secret Love
Senior Secret Love (รุ่นพี่ Secret Love) est une série télévisée thaïlandaise produite par GMMTV et diffusée sur One31 du 7 février 2016 au 6 mai 2017. 
Conçue initialement comme une seule saison composée de My Lil Boy, Puppy Honey et Bake Me Love, une deuxième saison a ensuite été créée pour donner suite à certaines histoires parcelles (My Lil Boy 2 et Puppy Honey 2). La série a également été distribuée sur Line TV   et YouTube .
Un épisode séquel exclusif centré sur le couple Pick/Rome a été diffusé le 23 novembre 2018 sur Line TV dans Our Skyy.

## Senior Secret Love: My Lil Boy
Chronologie
Senior Secret Love: Puppy Honey 
 Senior Secret Love: My Lil Boy 2

### Synopsis
Belle est connue pour sa beauté dans toute l’école et a toujours réussi à obtenir l’homme qu’elle veut. Pourtant, ses charmes ne semblent pas fonctionner lorsqu'il s'agit d'un jeune garçon appelé S qu'elle a aimé. Déterminée à obtenir S., Belle demande l'aide de ses deux meilleures amies.

### Distribution
- Korapat Kirdpan : S
- Kanyawee Songmuang : Belle
- Rojjindangam Paveena : Pang
- Damrongsakkul Ingkarat : Taewin
- Nawat Phumphothingam : Pe
- Bell Sawanya Liangprasit : Aom

|                                  |
| Thanaerng l'interprète de Belle. |

|                             |
| White l'interprète de Pete. |

## Senior Secret Love: Puppy Honey
Chronologie
Senior Secret Love: My Lil Boy Senior Secret Love: Bake Me Love 
 Senior Secret Love: Puppy Honey 2

### Synopsis
Emma, étudiante en 1re année en arts, adore les animaux, en particulier les chats. Malheureusement, un incident l'a rendue terrifiée par les chiens. Emma rencontre malheureusement Porsche et Pik (présidents d’un club d’animaux) des étudiants en quatrième année en école vétérinaire. Porsche et son ami Pick invitent Emma et son amie Rome à faire partie de leur club. Mais que se passe-t-il quand Emma et Rome commencent à avoir des sentiments pour les seniors?

### Personnages
- Porsche est étudiant à la faculté de vétérinaire et est le président d'un club d'animaux qui est menacé de fermeture.
- Emma a peur des chiens à la suite d'un accident.
- Pick est le meilleur ami de Porsche et est étudiant à la faculté de vétérinaire.
- Rome  est le meilleur ami d'Emma.
- Eau est le grand frère d'Emma et n'aime pas Porsche.

### Distribution
- Vorakorn Sirisorn : Porsche
- Nutcharee Horvejkul : Emma
- Jumpol Adulkittiporn : Pick
- Poonsawas Atthaphan : Rome
- Phurikulkrit Chusakdiskulwibul : Eau
- Kanrattanasoot Phakjira : Ping
- Harit Cheewagaroon : Din

|                              |
| Kang l'interprète de Porche. |

|                           |
| Off l'interprète de Pick. |

|                           |
| Gun l'interprète de Rome. |

|                          |
| Amp l'interprète de Eau. |

|                           |
| Sing l'interprète de Din. |

## Senior Secret Love: Bake Me Love
Chronologie
Senior Secret Love: Puppy Honey Senior Secret Love: My Lil Boy 2

### Synopsis
Mielle, une blogueuse spécialisée dans la cuisson, tombe amoureuse de Kim, mais ses sentiments pour lui changent quand il insulte ses compétences en matière de cuisson et lui dit qu'elle ne devrait pas bloguer sur la cuisson au four savoir bien cuire. Pour se venger, Mielle écrase le rendez-vous de Kim avec son ex-petite amie, Lita, qui est toujours amoureuse de Kim. La situation se complique lorsque Mielle découvre que Kim est sa nouvelle voisine et qu’ils s’embrassent accidentellement.

### Distribution
- Toni Rakkaen : Kim
- Wornurai Sakolrat : Miellie
- Winyuttha Chanthasuk : San
- Nammon Krittanai Arsalprakit : Ake
- Oranicha Krinchai : Lita
- Saussay Leo : Rosa

| Photos des acteurs                |
| Toni Rakkaen l'interprète de Kim. |
|                                   |
| Toni Rakkaen l'interprète de Kim. |

## Senior Secret Love: My Lil Boy 2
Chronologie
Senior Secret Love: My Lil Boy Senior Secret Love: Puppy Honey 2

### Synopsis
Belle profite de sa vie d'étudiante de première année à l'université, tandis que S est encore au lycée. Cependant, maintenant que l'attention de Belle à son égard semble avoir diminué, S réalise qu'il a des sentiments pour la fille. S est maintenant celui qui court après Belle et il fera de son mieux pour la reconquérir. Mais ce n'est pas aussi facile qu'il le pense.

### Distribution
- Korapat Kirdpan : S
- Kanyawee Songmuang : Belle
- Rojjindangam Paveena : Pang
- Damrongsakkul Ingkarat : Taewin
- Kuariyakul Jirakit : Boss
- Wachirawit Ruangwiwat : Toy

|                                  |
| Thanaerng l'interprète de Belle. |

|                             |
| Chimon l'interprète de Toy. |

## Senior Secret Love: Puppy Honey 2
Chronologie
Senior Secret Love: My Lil Boy 2

### Synopsis
Porsche s'est éloigné pour faire un stage, laissant Emma derrière elle ; causant du stress sur eux et leur relation. Porsche rencontre Friend, une fille heureuse et brillante, et Emma, Night, l'amie de son frère au lycée. Pik est toujours confus quant à sa sexualité et à ses sentiments pour Rome. Cependant, Din, un ancien membre du club de chiens et de chiens de Porsche, devient de plus en plus proche de Rome. Pik insiste sur le fait qu'il n'a pas de sentiments pour Rome, mais il se sent jaloux quand Rome est avec Din.

### Distribution
- Vorakorn Sirisorn : Porsche
- Nutcharee Horvejkul : Emma
- Jumpol Adulkittiporn : Pick
- Atthaphan Phunsawat : Rome
- Chusakdiskulwibul Phurikulkrit : Eau
- Harit Cheewagaroon : Din
- Perawat Sangpotirat : Night
- Tipnaree Weerawatnodom : Friend

|                              |
| Kang l'interprète de Porche. |

|                           |
| Off l'interprète de Pick. |

|                           |
| Gun l'interprète de Rome. |

|                          |
| Amp l'interprète de Eau. |

|                           |
| Sing l'interprète de Din. |

|                              |
| Krist l'interprète de Night. |